# August Emil Wegner
August Emil Wegner (* 2. Dezember 1805 in Frankenberg (Eder); † 1865 in Fulda) war ein deutscher Landrat.

## Leben
August Emil Wegner wurde als Sohn des Oberrentmeisters Ludwig Wegner und dessen Ehefrau Henriette Schmitt geboren.
Von 1847 bis 1849 bekleidete er das Amt des Landrats des Landkreises Schlüchtern.
Im direkten Anschluss wechselte er als Regierungsrat nach Fulda, wo er bis 1851 blieb, als er Regierungsdirektor in der oberhessischen Provinzhauptstadt Marburg wurde. Von 1865 an war er in gleicher Funktion in der Provinz Fulda tätig.